# Microdon angustiventris
Microdon angustiventris är en tvåvingeart som först beskrevs av Macquart 1855.  Microdon angustiventris ingår i släktet myrblomflugor, och familjen blomflugor.
Artens utbredningsområde är Guyana. Inga underarter finns listade i Catalogue of Life.